# Montes Harbinger
Die Montes Harbinger (englisch harbinger „Vorboten [der Morgendämmerung]“) sind ein Gebirgssystem am westlichen Rand des Mare Imbrium auf dem Erdmond, nordöstlich des Kraters Prinz. 
Sie haben zusammen einen Durchmesser von rund 90 km. Der Mittelpunkt steht bei 27° N / 41 W.